# كارلوس براون
كارلوس براون (بالإسبانية: Carlos Brown)‏ (25 فبراير 1882 بالأرجنتين - 12 أغسطس 1926) هو لاعب كرة قدم أرجنتيني في مركز الدفاع. شارك مع منتخب الأرجنتين لكرة القدم. أما مع النوادي، فقد لعب مع Alumni Athletic Club ‏.